# Kim Dickens
Pour les articles homonymes, voir Dickens.
Kimberly Dickens, dite couramment Kim Dickens, née le 18 juin 1965 à Huntsville, dans l'Alabama, aux États-Unis, est une actrice américaine.

## Biographie
Kim Dickens est née à Huntsville, Alabama, fille de Pam (Clark) Howell et Justin Dickens, un chanteur de country. Elle est diplômée du Lee High School de Huntsville et rejoint l'université Vanderbilt à Nashville, Tennessee, où elle obtient un « Bachelor of Arts » en communication. Kim Dickens part bientôt à New York City, où elle travaille comme serveuse, pour continuer ses études au Lee Strasberg Theatre and Film Institute et être diplômée de l'American Academy of Dramatic Arts. À la fin des années 1990 elle part à Los Angeles.

### Débuts et progression discrète (années 1990)
Elle débute à la télévision par des petits rôles dans des séries et téléfilms, avant de se concentrer sur le cinéma : elle joue dans le thriller indépendant La Dernière Cavale (1997), avec Kiefer Sutherland, puis seconde Bill Pullman et Ben Stiller pour la comédie noire La Méthode zéro (1998), puis tient un petit rôle dans la romance De grandes espérances, portée par Gwyneth Paltrow et Ethan Hawke.
Elle parvient ensuite à jouer dans des grosses productions : le thriller d'action Code Mercury (1998) avec Bruce Willis, Hollow Man (2000), de Paul Verhoeven, Intuitions (2001), de Sam Raimi. La même année, elle est pour la première fois tête d'affiche d'un film, le drame musical indépendant Things Behind the Sun.

### Seconds rôles à la télévision (années 2000)
Finalement, c'est à la télévision qu'elle se fait connaitre durant les années 2000 : après avoir tenu le premier rôle féminin de l'éphémère série policière Big Apple, elle intègre le casting d'une mini-série dramatique, Out of Order, où elle a pour partenaires Felicity Huffman et Eric Stoltz. Puis le créateur de Big Apple lui confie le rôle de Joanie Stubb dans sa nouvelle série, un western appelé Deadwood. La série est cependant arrêtée soudainement par la chaîne HBO au bout de trois saisons, en 2004.
Parallèlement au tournage, l'actrice apparait dans plusieurs films : le thriller psychologique House of Sand and Fog (2003), le drame indépendant Goodnight, Joseph Parker (2004), la satire à succès Thank You for Smoking (2005) ou encore le drame anglais Wild Tigers I Have Known (2006). Mais par la suite, elle ne décroche que des rôles mineurs, qui passent inaperçus. 
Mais c'est à la télévision qu'elle conserve une visibilité médiatique grâce à des petits rôles récurrents : dans Lost : Les Disparus (2005), Numbers (2006), FlashForward (2009), Friday Night Lights (2008-2009).
Elle tente aussi de revenir comme actrice régulière d'une série. Mais le projet 12 Miles of Bad Road (2008) n'aboutit finalement pas, malgré six épisodes de tournés, puis l'épisode pilote de la série 1%, créé par Ryan Murphy, n'est pas commandé.

### Percée médiatique (années 2010)

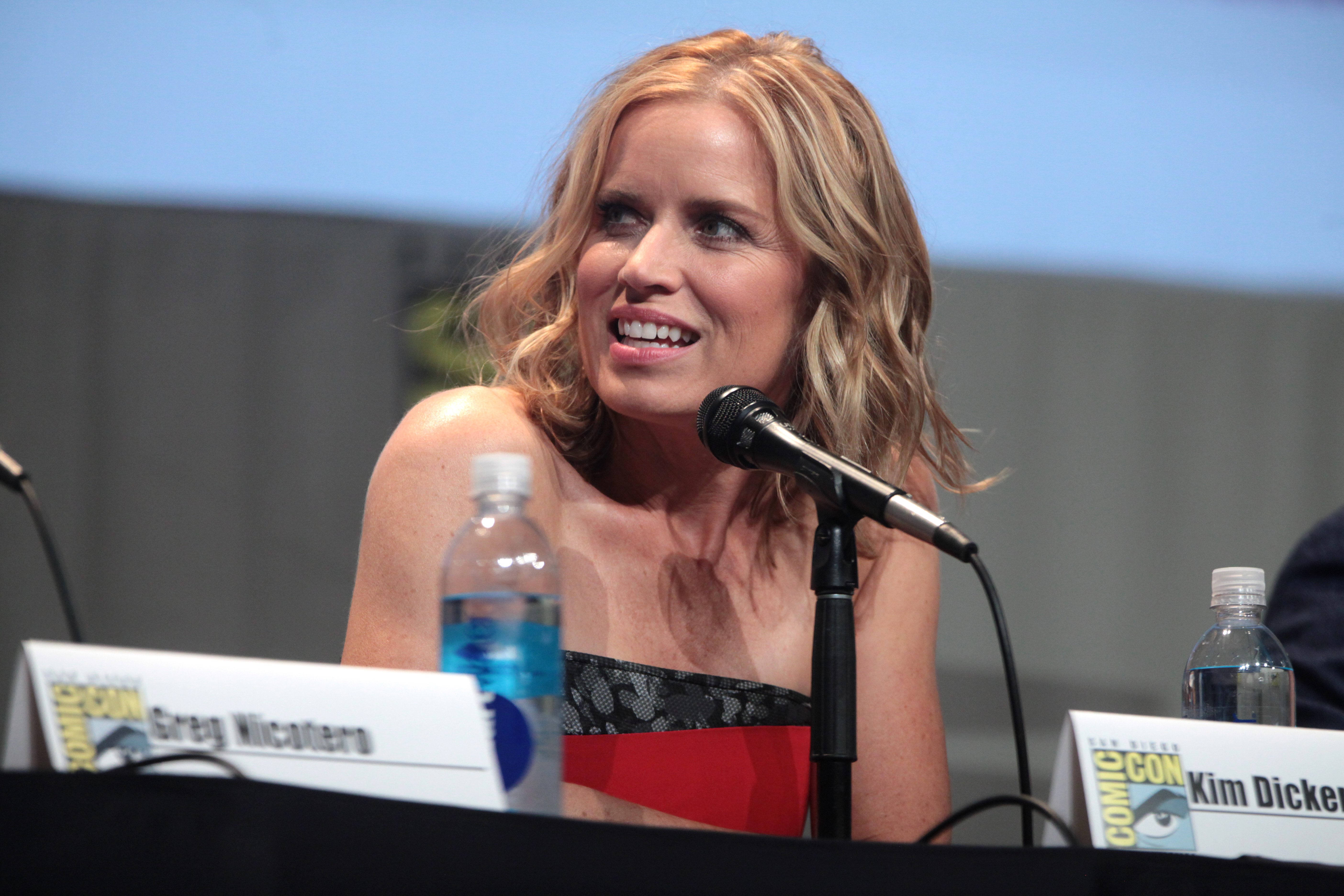
L'actrice au San Diego Comic-Con 2015, pour la promotion de Fear the Walking Dead.

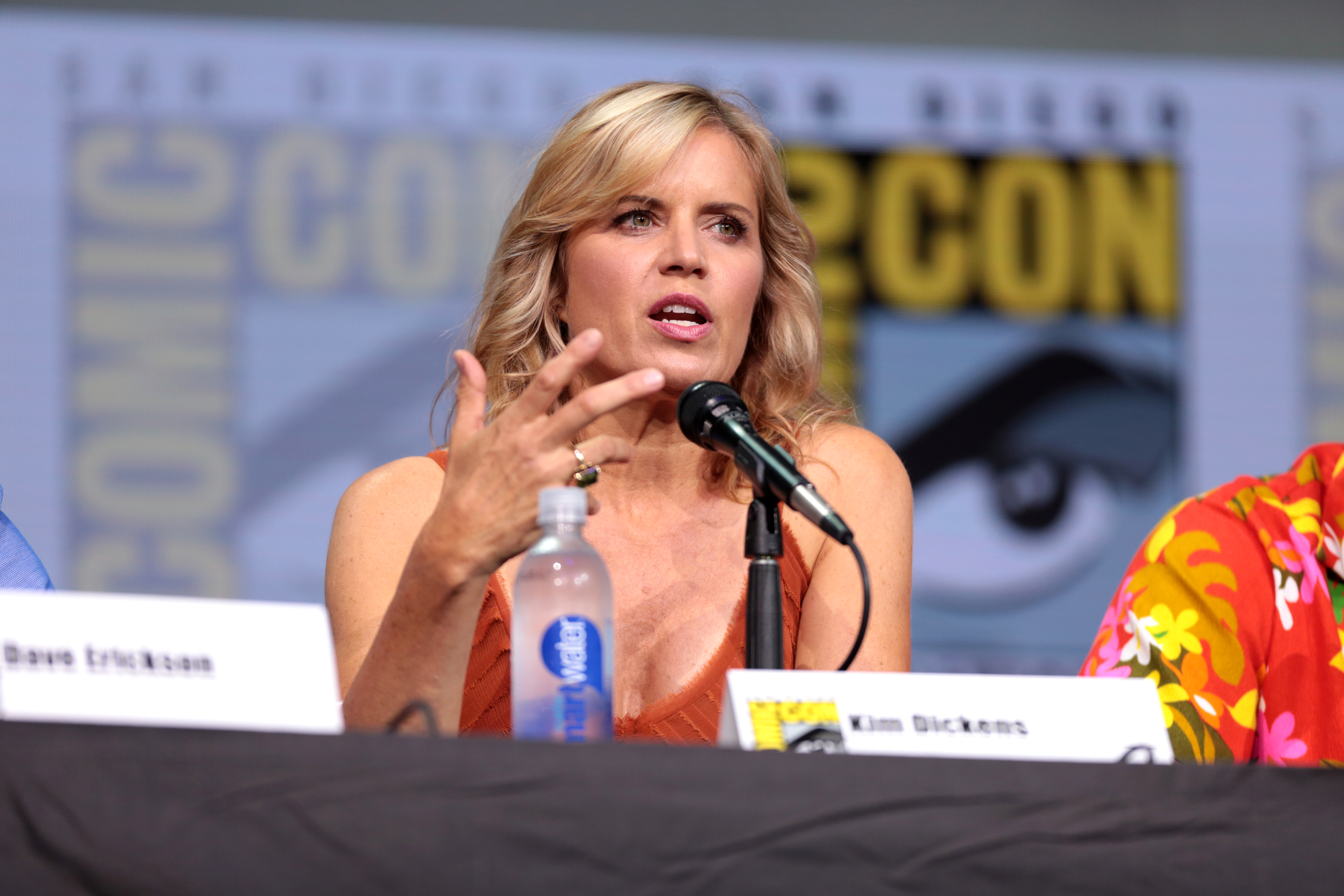
Puis à l'édition 2017 du festival, pour la promotion de la saison 3 de la série.

Finalement, elle rejoint en 2010 le casting d'une nouvelle série dramatique de HBO, Treme. La série, acclamée par la critique, va durer quatre saisons et 38 épisodes diffusés jusqu'en 2013. Elle tourne ensuite le pilote d'une nouvelle série policière, Second Sight, dont elle partagerait l'affiche avec Jason Lee, mais le projet n'est pas commandé. Elle accepte donc un rôle récurrent dans la nouvelle saison de la série à succès Sons of Anarchy. 
Elle garde un pied dans le cinéma en tournant sous la direction de David Fincher pour le thriller psychologique Gone Girl (2014) puis de Tim Burton pour le conte familial Miss Peregrine et les Enfants particuliers (2016). Fincher lui confie un rôle récurrent dans la troisième saison de sa série politique House of Cards.
Mais en 2015, elle décroche le premier rôle féminin, celui de Madison Clark, d'une nouvelle série fantastique très attendue, Fear the Walking Dead. Elle se contente donc d'apparaître dans deux épisodes de la quatrième saison (diffusée en 2016) de House of Cards, et ne reviendra que pour un ultime épisode en saison 5 (dévoilée en 2017).
L'année 2019 débute avec la sortie d'un téléfilm concluant la série Deadwood, quinze ans après la diffusion du dernier épisode.
Elle est à l'affiche du film Land en 2021.

## Filmographie

### Cinéma
- 1995 : Les Amateurs (Palookaville) : Laurie, la petite amie de Russell
- 1997 : La Dernière Cavale (Truth or Consequences, N.M.) : Addy Monroe
- 1998 : La Méthode zéro (Zero Effect) : Gloria Sullivan
- 1998 : De grandes espérances (Great Expectations) : Maggie Bell
- 1998 : Code Mercury (Mercury Rising) : Stacey Siebring
- 1999 : The White River Kid de Arne Glimcher : Apple Lisa Weed
- 2000 : Committed (en) de Lisa Krueger : Jenny
- 2000 : Hollow Man : L'homme sans ombre de Paul Verhoeven : Sarah Kennedy
- 2000 : Intuitions (The Gift) de Sam Raimi : Linda
- 2001 : Things Behind the Sun : Sherry
- 2003 : House of Sand and Fog : Carol Burdon
- 2004 : Goodnight, Joseph Parker : Muriel
- 2005 : Thank You for Smoking : Jill Naylor
- 2006 : Wild Tigers I Have Known : la conseillère d'éducation
- 2008 : Red : Carrie
- 2009 : One Way to Valhalla : Jenny
- 2009 : The Blind Side : Mme Boswell
- 2011 : Footloose : Lulu
- 2012 : At Any Price de Ramin Bahrani : Irene Whipple
- 2014 : Gone Girl de David Fincher : Rhonda Boney
- 2016 : Miss Peregrine et les Enfants particuliers (Miss Peregrine's Home for Peculiar Children) de Tim Burton : Maryann Portman
- 2018 : Lizzie de Craig William Macneill
- 2018 : The Highwaymen de John Lee Hancock
- 2021 : Land de Robin Wright : Emma Holzer
- 2022 : The In Between d'Arie Posin : Vickie
- 2022 : Meurtres sans ordonnance de Tobias Lindholm

### Télévision
- 1995 : New York News (1 épisode)
- 1996 : Swift Justice (1 épisode) : Annie Peters
- 1996 : Voice from the Grave (Téléfilm) : Terry Deveroux
- 1996 : Two Mothers for Zachary (Téléfilm) : Nancy
- 1997 : Spin City (saison 1, épisode 16, Embrasse-moi, idiot) : Veronica
- 1997 : Heart Full of Rain (Téléfilm) : Susan Doyle
- 2001 : Big Apple (8 épisodes) : Sarah Day
- 2003 : Out of Order (6 épisodes) : Danni
- 2004 - 2006 : Deadwood (34 épisodes) : Joanie Stubbs
- 2005 - 2009 : Lost : Les Disparus (4 épisodes) : Cassidy Philipps
- 2006 : Numbers (2 épisodes) : Crystal Hoyle
- 2008 : 12 Miles of Bad Road (6 épisodes) : Jonelle Shakespeare
- 2008 : 1% (téléfilm) : Rhonda
- 2008 - 2009 : Friday Night Lights (11 épisodes) : Shelby « Saracen »
- 2009 : Flashforward (1 épisode) : Kate Starke
- 2010 - 2013 : Treme (38 épisodes) : Janette Desautel
- 2010 : Des bleus au cœur (Reviving Ophelia) (Téléfilm) : Le Anne
- 2013 : Second Sight (téléfilm) : Samantha Wilde
- 2013 : FBI : Duo très spécial (1 épisode) : Jill
- 2013 - 2014 : Sons of Anarchy (7 épisodes) : Colette Jane
- 2015 - 2018, puis 2022 - 2023 : Fear the Walking Dead : Madison Clark (saisons 1 à 4 et depuis la saison 8, invitée saison 7)
- 2015 - 2017 : House of Cards : Kate Baldwin (8 épisodes)
- 2020 : Briarpatch : Eve Raytek

## Voix françaises
| - Laura Blanc dans : - Deadwood (série télévisée) - Numb3rs (série télévisée) - Thank You for Smoking - Treme (série télévisée) - FBI : Duo très spécial (série télévisée) - Sons of Anarchy (série télévisée) - Complicités (mini-série) - Rafaèle Moutier dans : - Friday Night Lights (série télévisée) - House of Cards (série télévisée) - At Any Price - Gone Girl - Fear the Walking Dead (série télévisée) - Briarpatch (série télévisée) | - Barbara Tissier dans (les séries télévisées) : - Lost : Les Disparus - Flashforward Et aussi - Françoise Cadol dans La Méthode zéro - Vanina Pradier dans Code Mercury - Sophie Arthuys dans De grandes espérances - Anneliese Fromont dans Hollow Man : L'Homme sans ombre - Marie-Laure Dougnac dans Intuitions - Marie Zidi dans Footloose - Stéphanie Lafforgue dans Miss Peregrine et les Enfants particuliers - Ariane Deviègue dans The Highwaymen - Juliette Degenne dans The In Between - Sabine Héraud dans Meurtres sans ordonnance |